# 最高の離婚
『最高の離婚』（さいこうのりこん）は、2013年1月10日から3月21日まで毎週木曜22時 - 22時54分に、フジテレビ系列の「木曜劇場」枠で放送された日本のテレビドラマ。主演は瑛太。

## 概要
30代になり、1人の環境を望み離婚する夫婦が増えているという現代の結婚事情を背景に30代の結婚観を通して、離婚や結婚、家族について描くコメディドラマ。メインキャストの瑛太、尾野真千子、真木よう子、綾野剛の4名が2組のアラサー夫婦を演じる。坂元裕二による書き下ろしオリジナル作品。物語は東京都目黒区の中目黒を舞台とする。
瑛太は本作放送当時、『まほろ駅前番外地』（テレビ東京）、『極北ラプソディ』（NHK）においても主演を務めており、同クール3本同時放送による異例のドラマ主演となった。
第50回ギャラクシー賞、2013年日本民間放送連盟賞をはじめ、主要な出演者も含め多数の賞を受賞している。（受賞歴参照）
反響を受け、2014年2月8日には、連続ドラマの1年後を描くスペシャルドラマ『最高の離婚Special 2014』が放送された。
テレビ西日本では、2021年7月5日 - 19日再放送を実施。
エンディングの演出が毎話ごとに変化する作りになっている。
また、韓国のKBS第2テレビジョンにおいてペ・ドゥナ、チャ・テヒョン、イエル、ソン・ソックの4人がメインキャストを務める形でリメイクされた。リメイク作品の評価も高く全32話に亘って制作・放送され、2018年度のKBS演技大賞において各部門多数のノミネート、及びチャ・テヒョンが最優秀男優賞、ペ・ドゥナとチャ・テヒョンがベストカップル賞を受賞した。

## あらすじ
濱崎光生（瑛太）は、東日本大震災発生時の帰宅困難な状況下、取引会社の受付で挨拶程度しか言葉を交わしたことがなかった星野結夏（尾野真千子）と出会い、声をかける。ともに災害に見舞われた不安な気持ちを抱える中で二人は会話を重ね惹かれ合い、その後同棲に発展して結婚する。しかし、それから2年後の現在、几帳面な光生と大雑把な結夏の生活は全く噛み合わず、光生はなぜ結夏と結婚したのかすらわからなくなる。
ある日、光生と結夏はいつものように口論する中で「離婚」という言葉が飛び出す。いつもの戯れ合い程度に思っていた光生だったが、それからあることをきっかけに結夏が自身と光生の名前を記入した離婚届を役所に提出し、離婚が成立する。
その一方、光生はぎっくり腰に見舞われたことをきっかけに偶然にも、大学生だった頃に交際していた上原灯里（真木よう子）と再会する。その灯里は現在では上原諒（綾野剛）と結婚した人妻であったのだが、やがて光生はこの2人の意外な関係を知ることになる。

## キャスト
人物の名前・年齢は公式サイト相関図、見逃し配信で確認できる内容に基づく。

### 主要人物
濱崎 光生（はまさき みつお）〈30〉
演 - 瑛太
自動販売機設置会社の営業部社員。神経質で理屈っぽく細かい性格。人の気持ちを察することを苦手としており、よくデリカシーのない発言をしてしまう。家事全般が得意で妻が散らかした部屋を小言を言いながら片づけている。
人と関わることよりも動物と接する方が好き。盆栽が趣味。名前を「はまざき」と読み間違えられることが多いがそのたびに「はまさき」だと訂正している。
本編では星野結夏と信頼関係が深まりつつ、一方で続編である『最高の離婚Special 2014』においては、結夏と自分が望む将来の根本的な理想像の違い(子供が欲しいか、それとも2人のままでいいかなど)から離婚した状態を継続させている曖昧な2人の状況からドラマが始まり、結果的に2人それぞれが違う生活を選ぶために別れることになる。
濱崎 結夏（はまさき ゆか）→星野 結夏（ほしの ゆか)〈30〉
演 - 尾野真千子
光生の妻。静岡県富士宮市出身。旧姓は星野。光生の祖父が開業した「かめちゃんクリーニング店」の経営を引き継ぐ。夫に比べて大雑把で陽気な性格。家事が苦手で自分の当番の日に洗濯物を取り込むことをよく忘れるため、そのたびに光生から嫌味を言われる。プロレス観戦と俳優の三浦春馬が好き。光生の祖母・亜以子とは仲が良く、一緒によくプロレス観戦に行く。
上原 灯里（うえはら あかり）〈30〉
演 - 真木よう子
女性専用のアロマテラピー&タイ古式マッサージ店「Se Terang」を営んでいる。旧姓：紺野。青森県八戸市出身。光生の元恋人で、大学時代に付き合っていた。光生が突然、ぎっくり腰になった縁で彼と再会する。一見大人しそうに見えるが、実はやや毒舌家であり、切れると怖い。
諒に対しては彼が複数の女性と関係を持っていることも、そして後述する理由で「法的な夫婦ではない」ことも全て知りつつもあえて口にせずにいた。
上原 諒（うえはら りょう）〈30〉
演 - 綾野剛
灯里の夫。美術大学の講師。結夏が働いているクリーニング店に、妻には見せられない浮気相手との痕跡が残っている洗濯物を出している。他人に対して丁寧に接しながらも、一方で冷めた部分もあるなどの二面性があり、掴みどころがない人物。灯里と交際しながらも、複数の女性と関係を持っていた。
実は灯里の夫という立場ながら、法的には夫婦ではない。その理由は不明で、「何かしらの重大な理由があってそうしているのか？」との憶測も生まれたが、物語の後半において、灯里と自分の名前を記入した婚姻届を2人で決めた日付に提出しようと上原が1人で家を出て、役所へ向かっていた最中に知り合いから「飼ってるペットがいなくなったから探すの助けて!」との連絡が入り、婚姻届を後回しにしてペット探しを手伝った末、気付けば婚姻届を2人で決めた日付に提出することはできなくなってしまったが、その後、婚姻届が提出されていない状態でも特段変わらない生活が続いていたため、「まあ、なんとなく」という感じで半ば事実婚状態にしておいたという過去のエピソードが判明した。そして、あることをきっかけに灯里の本音から逃げることを止め、複数の女性と向き合いながら関係を解消していくも、浮気相手からは嘲笑されたり水をかけられたりした末に結局灯里にも信用されなくなり上原は冷めた目で目黒川に婚約指輪を投げ捨ててしまう。その後も二転三転ありながら、物語の終盤で改めて婚姻届を提出しようとするも、今度は光生と結夏が飼っているマチルダとはっさくがいなくなったことでまたしても婚姻不成立の再現になると思われたが、最後には婚姻届を提出して正式に夫婦になった。
『Special 2014』においては、上原が男女の恋愛に関して冷めた視点を持つきっかけとなった人物である潮見薫が現れたことで、上手くいき始めていた灯里との関係にドラマ序盤において亀裂が走る。

### 濱崎夫妻の家族
瀬田 智世（せた ともよ）
演 - 市川実和子
光生の姉。旧姓：濱崎。祖母が経営する「金魚CAFE」で働き、夫と一緒に店を守り立てている。夫婦仲は良好。
瀬田 継男（せた つぐお）
演 - 松尾諭
智世の夫。妻と仲良くお揃いのTシャツを着ている。
濱崎 亜以子（はまさき あいこ）〈80〉
演 - 八千草薫
光生・智世の祖母。光生の性格をよく理解しており、妻の結夏との関係も良好で彼女が困ったときには助言をしている。昔は夫が開業したクリーニング店を手伝っていたが、現在は孫夫婦と協力して「金魚CAFE」を営んでいる。プロレスが好きで特にDDTプロレスリングの飯伏幸太はサインをもらうほどのファンである。
光生や結夏の周囲の人々と同じく、2人の離婚については当初は全く伝えられていなかったため、結夏が淳之介と一緒にいるのを見かけて不倫を疑うが、離婚の一件を知った途端に表情を硬くし、自身が若い頃に離婚をした際には、離婚を否定する周囲の人々に対して「なんてひどい人たち」と考えていたが、今では光生と結夏が夫婦であるのを気に入っているだけに「離婚は絶対に認めない」と自身の過去と胸中を明かし、同時に自身の若い頃とは180度異なる「離婚否定主義者」である様を露わにした。
マチルダ/はっさく
演 - パンプ号/ゆず号
光生と結夏が飼っている猫2匹。神社で拾われた。それぞれの名前はマチルダは光生が、はっさくは結夏が名付けた。物語終盤で、締め忘れた窓から2匹とも外に出ていなくなってしまうが、最終的には心配した光生と結夏の心情をよそに戻ってきた。
はっさく・マチルダとして出演した2匹の猫は、同スタッフ制作による2015年放送の『問題のあるレストラン』に再登場している。

### 諒の愛人
有村 千尋（ありむら ちひろ）
演 - 小野ゆり子
美術大学学生。
光永 詩織
演 - 大谷英子
服飾雑貨「minaminova」店員。
日野 明希
演 - 遊井亮子

### 小牧歯科医院
海野 菜那（うみの なな）
演 - 芹那
歯科衛生士。毎回興奮して話す光生の家庭や妻に対しての愚痴を上手く聞き流している。光生に気のある素振りを見せていたが、急に新しい彼氏を作り寿退社する。
森田 穂香
演 - 谷一歩
歯科衛生士。
小牧 純次
演 - 服部靖司
院長。

### その他
島村
演 - 黒田浩史
自動販売機設置会社の下請け社員。
大原
演 - 田中聡元
そば・うどん「じょうなん亭」店員。結夏が愚痴を零す相手。日頃の鬱憤を話す相手がいなくなった光生も来店する。
樺田
演 - 山谷初男
早朝に妻と散歩するのが習慣で、朝帰りをすることが多い諒と顔見知りになる。妻と連れ添って55年目を迎える。
矢萩 聡子
演 - 宮地雅子
「かめちゃんクリーニング店」従業員。
初島 淳之介〈23〉
演 - 窪田正孝
合コンで結夏の隣に座った男性。静岡県富士川出身。商業施設で清掃員のアルバイトをしている。結夏と出身地が近いことが分かり意気投合する。

### ゲスト
複数話・単話登場の場合は演者名の横の括弧（）内に表記。

#### 第2話
星野 健彦
演 - ガッツ石松（第8・最終話）
結夏の父親。尿路結石を患っている。光生が彼に結夏との離婚を隠していることに罪悪感を覚え、正直に打ち明けた時には、怒り任せに「握り拳」で返答するという暴力的な面も見せた。
星野 慶子
演 - 大島蓉子（最終話）
結夏の母親。
星野 健二
演 - 小林正寛（最終話）
結夏の兄。大雑把な性格が妹と似ている。まもなく2人目の子供が産まれる。
田村
演 - 波岡一喜
結夏の元彼氏。富士宮市にある高校でソフトボールを教えている。
パンツェッタ・ジローラモ
演 - 本人
道端で一緒に写真を撮ってくれるよう結夏にお願いされ、快く引き受ける。

#### 第3話
大村 圭輔
演 - KEIJI（EXILE）
結夏と合コンで知り合い、ゴルフデートを重ね、結夏を映画に誘う。上映が始まってから遅れてきた彼女が悪気ない態度を見せたことに腹を立て、仕事があると告げて帰ってしまう。

#### 第4話
初島 晴彦
演 - 尾花かんじ
初島 知輝
演 - 西嶋一八
初島 果歩
演 - 信太真妃
以上は淳之介の家族。晴彦は妻を早くに亡くし、父子家庭で子供たちを育てている。

#### 第5話
実里
演 - 平田薫
灯里の妹。既婚者で八戸市に住んでいる。家族で東京観光した帰りに姉の家を訪ねる。

#### 第6話
井畑
演 - 宮根誠司
ラーメン店店主。光生が勤める会社の取引相手。

#### 第8話
堀 義之
演 - 浅間伸一郎（最終話）
菜那の結婚相手。

#### 第10話
都並 竜也（つなみ たつや）
演 - 佐藤祐基
「PHプロモーション」のスカウトマン。秋葉原の交差点で目が合った結夏に声を掛け、女優としてAVの「人妻誘惑温泉」シリーズに出演しないかと勧誘する。
佐藤 美紀
演 - 入山法子
結夏の友人。行き場所がない彼女を居候させている。その代わりに夜間、仕事している時間帯に息子・大輔（演：須田瑛斗）の面倒を見てもらう。
でんぱ組.inc
演 - 本人（最終話）
アイドルグループ。光生は取引先の大井競馬場の職員・多田（演：青木一）に強引に連れて来られた彼女らのライヴの異様な雰囲気に飲み込まれ、足早に帰ろうとしていたが、ライヴが始まると気持ちが高揚し、鬱々とした精神状態から解放される。

#### 最終話
濱崎 修一
演 - 山崎一
光生の父親。夫婦で山梨県山中湖に暮らす。背格好、性格、話し方が写し鏡のように光生にとても似ている。
濱崎 清恵
演 - 浅茅陽子
光生の母親。結夏のように大雑把な性格をしており、息子・光生より嫁と馬が合う。
たこ焼き屋
演 - 時任三郎（友情出演）
たこ焼き屋店主。震災直後、光生が結夏と初めて出会った「調布」、光生が結夏と離婚してから寄りを戻すことを決めた富士宮からの帰り道「中目黒」と、光生と結夏の大事な局面でばったり会う。

#### Special 2014
潮見 薫
演 - 臼田あさ美
諒の初恋の女性。バツ2。諒が高校生の時、寝台特急カシオペアに一緒に乗って駆け落ちした。
黒部 三徳〈36〉
演 - 岡田義徳
北海道旭川出身。妻に逃げられ、男手一つで2人の子供を育てている。「かめちゃんクリーニング店」の近所で弁当屋を営み、次第に結夏に好意を寄せていく。
依田令美
演 - 筧美和子
占い好きな歯科衛生士。光生に興味がある素振りを見せる。

## スタッフ
- 脚本 - 坂元裕二
- 音楽 - 瀬川英史
- 演出 - 宮本理江子、並木道子、加藤裕将、宮脇亮
- 主題歌 - 桑田佳祐「Yin Yang」（タイシタレーベル / ビクターエンタテインメント）

| - 演出補 - 宮脇亮、府川亮介 - 撮影 - 須藤康夫 - 録音 - 酒井順 - 編集 - 新井孝夫 - ライン編集 - 大方泉 - ミュージックエディター - 小西善行 - サウンドエディター - 伊東晃 - 編集デスク - 吉田竜二 - 技術プロデュース - 瀬戸井正俊 - 技術デスク - 藤井弘章 - TD - 高津芳英 - 照明 - 白倉孝雄 - 映像 - 中村宏 - カメラ - 宮﨑康仁 - MA - 水戸レイ子 - 美術プロデュース・デザイン - 塩入隆史 - 美術プロデュース - 柴田慎一郎 - 美術進行 - 内村和裕 - 大道具製作 - 西田裕一 - 操作 - 近藤知幸 - 建具 - 船岡英明 | - 装飾 - 橋本裕之 - 持道具 - 佐々木ちほ - 衣装 - 佐藤愉貴子 - スタイリスト - 大森茂雄 - 視覚効果 - 江崎公光 - 電飾 - 白鳥雄一 - アクリル装飾 - 石橋誉礼 - 小道具印刷 - 佐藤好治 - 生花装飾 - 牧島美恵 - フードコーディネーター - 住川啓子 - CG - 三塚篤 - エンドタイトルバック - 川村ケンスケ - ダンス振付 - EBATO - 特殊メイク - 江川悦子（メイクアップディメンションズ） - アロママッサージ指導 - 伊藤みゆき（マン・ダムール） - 方言指導 - 髙橋瑞紀 - スケジュール - 佐々木詳太 - 制作担当 - 飯塚昌夫 - 制作主任 - 須田裕之 - 記録 - 石田眞理 |

- Special Thanks - DDTプロレスリング
  - 「結夏と亜以子のお気に入りのプロレス団体」という設定でドラマ内においてもDDTのグッズ商品（ウサギ型のポーチ、ヘアバンドやポスターなど）が使用されていたが、第8話で2人が実際に試合を観戦するシーンでは高木三四郎・飯伏幸太・男色ディーノ・KUDO・大石真翔・入江茂弘、そしてレフェリーの松井幸則が出演して試合を展開した。ちなみにこの時に光生をカナディアンバックブリーカーで担ぎ上げた高木は第8話のオンエア後よりこの技に「最高の離婚」という技名をつけて使用している。
- 企画 - 清水一幸（Special）
- プロデュース - 清水一幸（第1 - 最終話）、浅野澄美（FCC）、若松央樹（第3 - 最終話）、並木道子（Special）
- 協力プロデュース - 若松央樹（Special）
- アソシエイトプロデューサー - 若松央樹（第1 - 2話）
- プロデュース補 - 郷田悠
- 制作著作 - フジテレビ

## 受賞歴

### 連続ドラマ
- 第76回ザテレビジョンドラマアカデミー賞[15]
  - 最優秀作品賞
  - 主演男優賞：瑛太
  - 助演女優賞：尾野真千子
  - ドラマソング賞：桑田佳祐「Yin Yang」
  - 脚本賞：坂元裕二
  - 監督賞：宮本理江子、並木道子、加藤裕将
- 第39回（2012年度）放送文化基金賞[16][リンク切れ][17]
  - テレビドラマ番組部門 テレビドラマ番組賞
  - 演技賞：瑛太
  - 演技賞：尾野真千子
- ギャラクシー賞
  - 2013年3月度月間賞[18]
  - 第50回（2012年度） テレビ部門 選奨[19]
- 2013年日本民間放送連盟賞[20]
  - 番組部門 テレビドラマ番組 最優秀賞
- 東京ドラマアウォード2013[21]
  - 主演男優賞：瑛太
  - 助演男優賞：綾野剛
- 第22回橋田賞[22]
  - 新人賞：綾野剛 ※『空飛ぶ広報室』『八重の桜』の演技と合わせて。
- アジアン・テレビジョン・アワード連続ドラマ部門最優秀賞ノミネート

### スペシャル（2014年）
- 東京ドラマアウォード2014
  - 作品賞〈単発ドラマ部門〉優秀賞[23]

## 放送日程

### 連続ドラマ
| 各話                                                       | 放送日        | サブタイトル | ラテ欄                                        | 演出       | 視聴率 |
| ---------------------------------------------------------- | ------------- | --- | --------------------------------------------- | ---------- | ------ |
| 第1話                                                      | 2013年1月10日 | つらい。結婚って、長い長い拷問ですよ | つらい。結婚って、長い長い拷問ですよ          | 宮本理江子 | 13.5%  |
| 第2話                                                      | 2013年1月17日 | あなたなんて死ねばいいのに | あなたなんて死ねばいいのに                    | 並木道子   | 11.0%  |
| 第3話                                                      | 2013年1月24日 | もう一つの夫婦の秘密と真実 | もう一つの夫婦の秘密と真実                    | 並木道子   | 10.8%  |
| 第4話                                                      | 2013年1月31日 | いい加減に認めたら!?私はずっと前から気づいているよ!? あなたは私のことなんて好きじゃないの!あなたが好きなのは自分だけなの!                         | あなたが好きなのは自分だけ                    | 加藤裕将   | 12.3%  |
| 第5話                                                      | 2013年2月7日  | いや別にね、浮気ダメ絶対とか言いませんよ。 男ならみんなそういう気持ちどこかにあるでしょう。 僕だって、出来るもんなら浮気したい!                   | 出来るもんなら浮気したい!                     | 並木道子   | 11.3%  |
| 第6話                                                      | 2013年2月14日 | 男が子供だから女はこうなるの。 妻って結局、鬼嫁になるか泣く嫁になるかの二択しかないのよ。 馬鹿馬鹿しい。夫婦なんて茶番だよ                        | 男が子供だから女は鬼嫁か泣く嫁になるしかない! | 加藤裕将   | 12.1%  |
| 第7話                                                      | 2013年2月21日 | お別れするのは自分で決めた事だけど少し寂しい気もします。 でもまたあなたをこっそり見たくなった時は、あなたにちょっと話しかけたくなった時は…        | お別れは自分で決めたこと                      | 並木道子   | 11.7%  |
| 第8話                                                      | 2013年2月28日 | 街に出て、たまたま出会った人に自分から声かけて、誰でもいいから抱かれたいって、 そういう人になっちゃうんじゃないかって…いいじゃない、一回寝てみよ? | いいじゃない、一回寝てみよ                    | 並木道子   | 12.9%  |
| 第9話                                                      | 2013年3月7日  | 離婚は最悪の結果じゃないと思います。 何も愛情がないのに期待もしていないのに一緒にいるのが一番不幸ですよね。 今度は最高の結婚をしてください        | 今度は最高の結婚をしてね!                     | 宮脇亮     | 10.7%  |
| 第10話                                                     | 2013年3月14日 | あなたがその子の父親になればいいんじゃない!? それが、一番丸く収まるんじゃないのかな? 責任っていうかさ、面倒見てあげるべきじゃないの?              | あなたがその子の父親になればいいんじゃない?   | 加藤裕将   | 10.6%  |
| 最終話                                                     | 2013年3月21日 | 正直つらいです。結婚って、拷問だと思っていましたが、違いました。 結婚は、食物連鎖です。黙って食べられるのを待つだけ。あーつらい。四倍つらい       | 結婚って、拷問だと思ってましたが、違いました  | 並木道子   | 12.7%  |
| 平均視聴率 11.8%（視聴率は関東地区・ビデオリサーチ社調べ） |               | |                                               |            |        |

### スペシャル（2014年）
| 放送日       | サブタイトル                                                                 | 演出     | 視聴率 |
| ------------ | ---------------------------------------------------------------------------- | -------- | ------ |
| 2014年2月8日 | 離婚の原因が何かわかります? 結婚です。結婚するから離婚するんです。つらいです | 並木道子 | 13.6%  |

## 韓国版
『最高の離婚 〜Sweet Love〜』（韓国語：최고의이혼）は、2018年10月8日から2018年11月27日まで韓国のKBS第2テレビジョンで毎週月曜日と火曜日の22時00から23時15分まで全32話で放送された。日本でのタイトル名は『最高の離婚 〜Sweet Love〜』。

### 出演
- チョ・ソンム：チャ・テヒョン[27][28]
- カン・フィル：ペ・ドゥナ[29][30]
- チン・ユヨン：イエル[31]
- イ・ジャンヒョン：ソン・ソック
- コ・ミスク：ムン・スク

### 賞とノミネート
| 年   | 賞                 | カテゴリー       | 候補者                     | 結果       | 参考 |
| ---- | ------------------ | ---------------- | -------------------------- | ---------- | ---- |
| 2018 | KBS演技大賞        | 最優秀俳優賞     | チャ・テヒョン             | 受賞       |      |
| 2018 | KBS演技大賞        | 最優秀女優賞     | ペ・ドゥナ                 | ノミネート |      |
| 2018 | KBS演技大賞        | 優秀俳優賞       | チャ・テヒョン             | ノミネート |      |
| 2018 | KBS演技大賞        | 優秀女優賞       | ペ・ドゥナ                 | ノミネート |      |
| 2018 | KBS演技大賞        | 優秀女優賞       | イーエル                   | ノミネート |      |
| 2018 | KBS演技大賞        | 新人俳優賞       | ソン・ソック               | ノミネート |      |
| 2018 | KBS演技大賞        | ベストカップル賞 | チャ・テヒョン＆ペ・ドゥナ | 受賞       |      |
| 2019 | 第55回百想芸術大賞 | 新人俳優賞       | ソン・ソック               | ノミネート |      |